# Lizard (komiks)

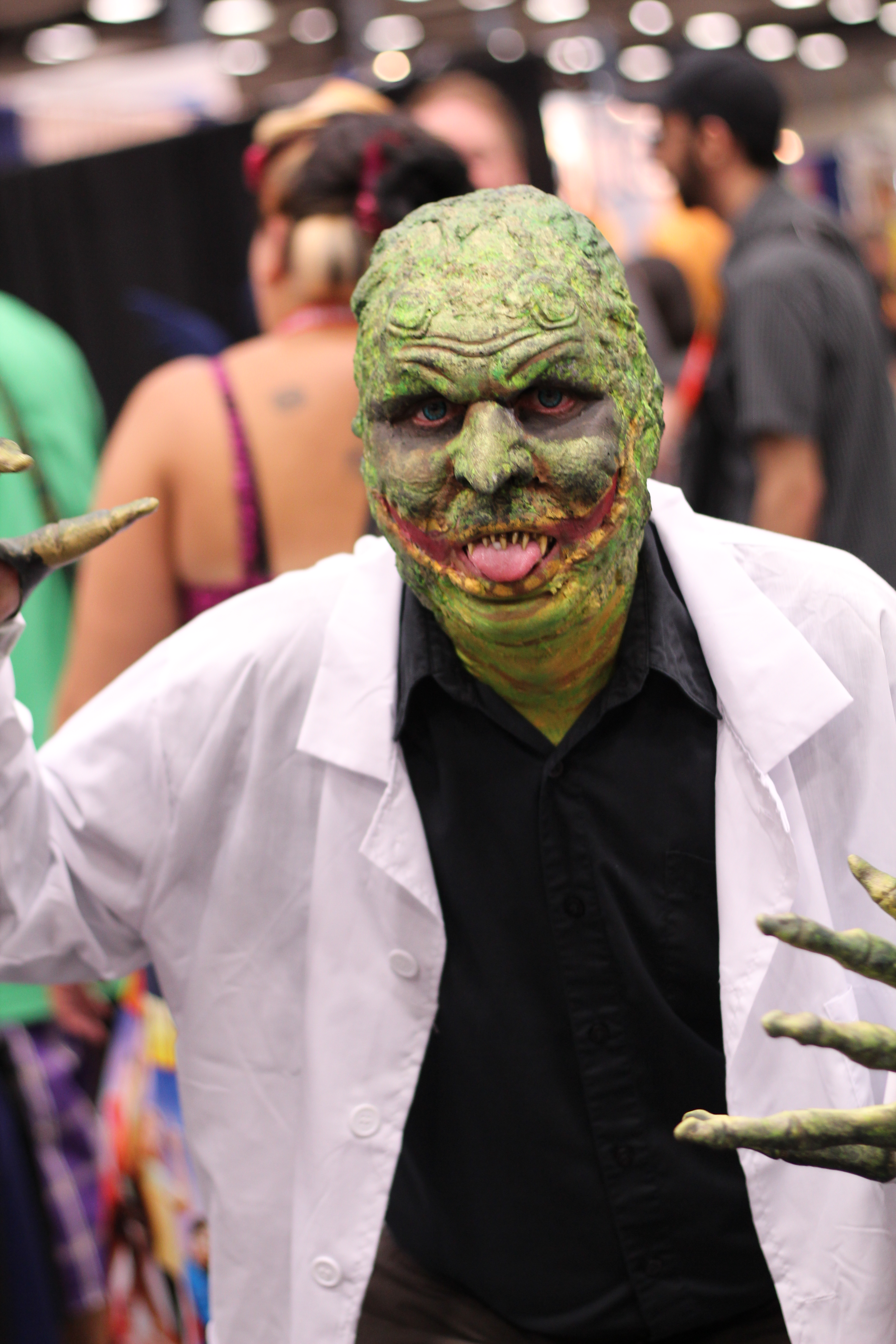
Lizard na Comic-conu v San Diegu

Lizard je komiksová postava ze Spider-Mana. Tato postava se poprvé objevila v roce 1963. V roce 2009 byl Lizard vyhlášen webem IGN 62. největším padouchem.

## Historie a vznik
Původně to byl Dr. Kurt Conners, který přišel o ruku. Později se snažil vytvořit speciální lék, který extrahoval z ještěří DNA. Ještěři mají totiž přirozenou regeneraci končetin. Tento lék nefungoval, tak jak měl. Doktorova ruka sice dorostla, ale on sám zmutoval ve strašlivého mutanta, který vypadal jako obrovský ještěr.
Mezi jeho předností patří rychlost, nadlidská síla, hbitost, vytrvalost a odolnost. Ovládá telepatii, kterou může ovládat ostatní plazy. Stejně jako plazi má regenerační schopnosti. Dále také schopnost skoků na delší vzdálenosti.